# Caméra d'inspection de canalisation
 (juin 2016).
Si vous disposez d'ouvrages ou d'articles de référence ou si vous connaissez des sites web de qualité traitant du thème abordé ici, merci de compléter l'article en donnant les références utiles à sa vérifiabilité et en les liant à la section « Notes et références ».
Une caméra d'inspection de canalisation, comme son nom l'indique, à explorer une canalisation ou un conduit à l'aide d'un câble ou d'un jonc de poussée comprenant à son extrémité une caméra. Cet outil s'applique à de nombreux domaines divers et variés : cela nécessitant une caméra d'inspection adaptée à la situation : Tubicam, Endoscam, Foracam, Piscicam...

## Leur rôle
Elles sont en général utilisées avant et après le passage d'un hydrocureur pour contrôler l'état général de l'intérieur d'une conduite.  
Il s'agit d'un système permettant l'inspection vidéo de cuve ou canalisation. Du fait de l'obscurité dans ces conduits, les caméras disposent de plusieurs LEDs afin d'éclairer les zones filmées. Les caméras permettent de contrôler l'état des canalisations, conduits, pipelines, inspections de bâtiment, des puits, des cheminées ou encore maintenance en plomberie.
De nombreux professionnels du bâtiment y ont recours, dans les secteurs automobile et aéronautique... et bien d'autres. Après avoir localisé puis résolu le problème, la caméra de canalisation offre la possibilité de juge et de prouver l'efficacité du travail réalisé.

## Utilisation
Ce type de matériel est destiné aux piscinistes = Piscicam, garagistes = Endoscam ou aussi Tubicam ou autres professionnels du BTP. Il permet d'accéder facilement aux endroits auparavant inaccessibles et d'y déceler les fuites, obstructions ou autres engorgements.
Conçues spécialement pour un usage professionnel dans un environnement humide, voire immergé, les caméras sont étanches. Elles permettent de réaliser des diagnostics facilement tout en obtenant des images précises. Elles sont résistantes aux changements de température.
Ce type de matériel est destiné à s'adapter à tout conduit, même les plus étroits. Ainsi, quelle que soit la marque, différents modèles d'embout de caméra sont fixables afin de passer dans des conduits de diamètres différents. De plus, les conduits inspectés peuvent avoir des coudes difficilement traversables, d'où une grande souplesse des câbles et de la caméra afin de pouvoir passer les coudes jusqu'à 90° sans forcer.

## Technologie
Les modèles les plus avancés technologiquement passent même les coudes à 90° et disposent de la technologie fil d'eau, ce qui permet de maintenir la caméra toujours horizontale, puisque placée sur un axe indépendant.
Les caméras ont un focus réglé de façon à être le plus adapté possible à l'utilisation dans les conduits. Ainsi, il est nécessaire de s'approcher le plus possible afin d'obtenir une image nette. La portée de ces caméras est généralement de 40 cm.
En outre la longueur du câble est en moyenne de 30 ou 40 mètres. Cependant il existe des modèles disposant d'une longueur plus importante, jusqu'à 200 mètres. Ces modèles sont alors fournis avec des tourets manuels ou motorisés pour aider à la poussée de la caméra. Sur de gros chantiers, lors de l'inspection de plusieurs centaines de mètres de canalisation, il est nécessaire de procéder par étape. Les professionnels doivent creuser à divers endroits afin d'inspecter la totalité du réseau. La localisation des réseaux nécessite souvent l'utilisation de détecteur. 
Les caméras d'inspection sont la plupart du temps équipées de systèmes permettant l'enregistrement de vidéo, parfois avec audio et même l'incrustation de note écrite. L'enregistrement complet de l'inspection caméra peut être fourni sur support dvd ou sur une clé USB. Cela permet de réaliser un diagnostic bien plus efficace, d'établir un rapport pertinent et ne pas renouveler l'opération en cas de doute puisque l'inspection effectuée est enregistrée.